# Helga Maria Niessen
Helga Maria Niessen (* 19. September 1954 in Trier) ist ehemalige Bürgermeisterin von Kellinghusen und Autorin mehrerer Bücher.

## Leben
Niessen wuchs mit sieben Geschwistern auf. Nach einer Ausbildung zur Bürokauffrau arbeitete sie im Verwaltungs- und Sekretariatsbereich im süddeutschen Raum.
Zunächst verkaufte sie eigene Bücher im Selbstverlag, dann auch als Handelsvertreterin Bücher anderer Autoren und Verlage. In ihrer Freizeit pilgerte sie entlang des Jakobswegs, worüber sie einige Bücher veröffentlichte.
Aus der Arbeitslosigkeit heraus kandidierte Niessen nach über 600 erfolglosen Bewerbungen für Anstellungen als Parteilose erfolgreich für das Amt der Bürgermeisterin von Kellinghusen. Sie ist die erste und letzte hauptamtliche Bürgermeisterin des Ortes, ab dem 1. April 2010 wird die Stelle nur noch ehrenamtlich besetzt. Sie war die erste Frau in Kellinghusen in diesem Amt.
Für ihre Zusammenarbeit mit der Infanterieschule in Hammelburg wurde sie 2008 vom Kommandeur der Schule geehrt.

## Werke
- Frauen in die Politik – Im Marathon zu Bürgermeisterin. Strategie zur Zielerreichung zum Nachahmen empfohlen. BOD, Norderstedt 2008, ISBN 978-3-8370-6437-7.
- Wir lassen uns Zeit. Langsames Pilgern auf dem Jakobsweg in der Schweiz von Konstanz bis Fribourg. BOD, Norderstedt 2009, ISBN 978-3-8391-1280-9.
- Jetzt pilgere ich alleine weiter. Auf dem Jakobsweg von Ulm nach Konstanz. BOD, Norderstedt 2008, ISBN 978-3-8370-6086-7.
- Dann pilgern wir auch mal los. Der Jakobsweg von Schwabach bis Ulm bzw. von Altdorf über Schwabach nach Ulm. BOD, Norderstedt 2008, ISBN 978-3-8370-4069-2.
- 30 Minuten für kreativen Erlebnishandel. Gabal, Offenbach 2002, ISBN 978-3-89749-280-6.